# 彩鮋
彩鮋，為輻鰭魚綱鮋形目鮋亞目鮋科的其中一種，為熱帶海水魚，分布於中東太平洋夏威夷群島海域，棲息深度100-219公尺，體長可達9.5公分，棲息在底層水域，生活習性不明。